# Trygort
Trygort (niem. Thiergarten, Zwierzyniec) – wieś w Polsce położona w województwie warmińsko-mazurskim, w powiecie węgorzewskim, w gminie Węgorzewo.
Wieś została założona w 1452 roku.
W Trygorcie mieszkał starosta przasnyski Błażej Krasiński.
W latach 1975–1998 miejscowość administracyjnie należała do województwa suwalskiego.
We wsi dwór o skromnych cechach klasycystycznych z końca XIX w..